# Carry On (Supernatural)
"Carry On" ("Seguindo em Frente") é o episódio final da série de televisão de fantasia sombria Supernatural, que consiste como o vigésimo episódio da 15ª temporada e como o 327º episódio no geral. O episódio foi escrito pelo showrunner Andrew Dabb e dirigido pelo co-showrunner Robert Singer. Foi transmitido pela primeira vez em 19 de novembro de 2020 na The CW. A série é estrelada por Jared Padalecki como Sam Winchester e Jensen Ackles como Dean Winchester, e segue os dois irmãos enquanto eles caçam demônios, fantasmas, monstros e outros seres sobrenaturais. O episódio mostra a caçada final de Sam e Dean, que termina em tragédia.
O criador do programa, Eric Kripke, planejou originalmente que o programa durasse apenas cinco temporadas, mas devido ao aumento na audiência da quarta e quinta temporadas, a rede The CW renovou a série para uma sexta temporada. Kripke não voltou como showrunner; no entanto, ele continuou sendo um produtor executivo ativo. O papel do showrunner foi entregue a Sera Gamble (para a sexta e sétima temporada), Jeremy Carver (da oitava à décima primeira temporada) e Andrew Dabb e Robert Singer (da décima segunda à décima quinta temporada). Em março de 2019, foi anunciado que o programa terminaria com sua décima quinta temporada. O final da série foi originalmente programado para ir ao ar em 18 de maio de 2020, mas a produção foi encerrada devido à pandemia de COVID-19, com dois episódios restantes para filmagem. A produção foi retomada em 18 de agosto e encerrada em 10 de setembro. O episódio foi precedido por um especial intitulado The Long Road Home.
O episódio recebeu críticas positivas dos críticos, que consideraram o episódio uma conclusão satisfatória.

## Enredo
Algum tempo depois dos eventos do episódio anterior, Sam (Jared Padalecki) e Dean (Jensen Ackles) retomam suas vidas normais caçando monstros. Sam ainda está expressando tristeza com a partida de Castiel e Jack, mas Dean o tranquiliza dizendo que agora eles têm uma chance de viver uma "vida mais normal".
Em Akron, Ohio, intrusos invadem a casa de uma família. O pai é morto com o corpo sem sangue, a mãe tem a língua removida e os filhos são sequestrados. Sam e Dean investigam e usam o diário de seu pai para identificar os intrusos como vampiros que ele havia caçado em 1986 e preveem que o próximo alvo será em Canton, Ohio. Seguindo-os, eles matam um dos intrusos e forçam o outro a revelar a localização das crianças, que estão sendo criadas pelos vampiros em um celeiro. No celeiro, Sam e Dean libertam as crianças, mas eles lutam contra os vampiros, com Sam sendo temporariamente nocauteado.
Um dos vampiros é Jenny (Christine Chatelain), uma mulher que eles não conseguiram salvar de ser transformada em vampira 14 anos atrás. Sam acorda e eles matam os vampiros, mas Dean é empalado nas costas por uma estaca. Sam pretende sair para encontrar suprimentos médicos, mas Dean o faz ficar, pois seu ferimento é muito mais fatal do que parecia. Dean o assegura que sempre foi assim que tudo iria acabar para ele e agradece a Sam por tudo, dizendo que o ama e está orgulhoso dele. Depois de um adeus emocionado, Dean morre nos braços de Sam. No dia seguinte, Sam queima o corpo de Dean em uma pira funerária, ao lado de Milagre, o cachorro que os irmãos adotaram.
Dean encontra-se no Céu e se reúne com Bobby (Jim Beaver) fora da Roadhouse. Bobby revela que Jack (depois de se tornar Deus), com a ajuda de Castiel (que foi ressuscitado), remodelou o céu para dar a todos o que eles queriam. Bobby também menciona que Rufus, John e Mary moram nas redondezas. Dean então decide levar o Impala para um passeio pelo céu enquanto "Carry On Wayward Son" toca no rádio.
Sam continua com sua vida, se casando e tendo um filho, a quem chama de "Dean" em homenagem a seu irmão perdido. À medida que envelhece e sua saúde se deteriora, ele recebe a visita de seu filho, já adulto, que também se revela caçador. Sam então morre pacificamente de causas naturais. Na vida após a morte, ele se reencontra com Dean no Céu em uma versão da ponte do primeiro episódio.
O show termina com Jared Padalecki, Jensen Ackles e a equipe do show agradecendo aos fãs por assistir e manter o show no ar por 15 anos.

## Produção

### Desenvolvimento
Em janeiro de 2019, The CW renovou Supernatural para uma décima quinta temporada. Em março de 2019, Jared Padalecki, Jensen Ackles e Misha Collins confirmaram que a décima quinta temporada seria a última. Ackles disse: "Acabamos de dizer à equipe que, embora estejamos muito, muito animados com a possibilidade de entrar em nossa 15ª temporada, ela será a última. Quinze anos de um show que certamente mudou minha vida. E só queríamos que vocês soubessem que, embora estejamos animados com o próximo ano, será o final. O grande final de uma instituição." O criador da série Eric Kripke comentou que "Em um programa sobre família, é incrível, e é o orgulho de sua vida, que se tornou uma família. Então, obrigado a vocês por isso." Com 15 temporadas e 327 episódios, o programa detém o título de programa de maior duração na história da The CW.
O final da série foi originalmente programado para ir ao ar em 18 de maio de 2020. No entanto, em março de 2020, Warner Bros. Television encerrou a produção da série devido à pandemia de COVID-19, faltando apenas 2 episódios a serem filmados. Andrew Dabb revelou que a temporada entraria em um hiato após o episódio de 23 de março. Dabb esclareceu que a série completou a produção em 18 dos 20 episódios da temporada, mas o processo de pós-produção não pôde ser concluído nos episódios devido ao desligamento devido ao surto do vírus. Dabb também garantiu que o elenco e a equipe da série, The CW e Warner Bros. estavam totalmente comprometidos em filmar e exibir os episódios não produzidos com seu final apropriado.
Em agosto de 2020, The CW anunciou que a temporada iria retomar a exibição em 8 de outubro de 2020, e o final da série foi ao ar em 19 de novembro, que foi precedido por um especial intitulado The Long Road Home.

### Filmagens
Depois de um atraso, as filmagens dos últimos episódios foram retomadas em 18 de agosto e concluídas em 10 de setembro de 2020.

## Recepção

### Audiência
O episódio recebeu 1.4 milhão de espectadores e foi o episódio de Supernatural mais assistido desde abril de 2019.

### Recepção critica
"Carry On" recebeu críticas positivas gerais. Emily Tannenbaum do IGN deu ao episódio uma "incrível" 9 de 10 e escreveu em seu veredicto: "Encontrar uma maneira de fechar o livro em qualquer série - muito menos uma que está no ar por 15 anos - é tudo menos simples. No entanto, o final da série Supernatural demorou, equilibrando graciosamente referência e nostalgia com uma caça e um final de jogo digno de seu legado."
Alex McLevy, do The A.V. Club, deu ao episódio um B+ e escreveu: "Admiravelmente, ele [o programa] manteve o compromisso com a narrativa do monstro da semana, mesmo durante os arcos mais complicados da temporada, como se nos lembrasse de que a vida é quase sempre um processo de passar o dia, a semana ou o mês, para que possamos estar aqui no próximo. O fato de ter terminado com um soco emocional no estômago parece verdadeiro para o espírito do dia-a-dia. Supernatural não será lembrado como uma das grandes séries de todos os tempos, mas deve ser lembrado como uma boa. Este é o dia em que termina. E tudo bem." Saim Cheeda do Screen Rant elogiou o episódio por focar nos Winchesters, escrevendo, "No geral, acabou sendo um episódio maravilhoso que encerrou a história de Sam e Dean apropriadamente... No final do dia, permanece o fato de que Supernatural sempre foi uma história de amor fraternal entre Sam e Dean."
Maryann Sleasman do TV Guide escreveu: "Eu fui colocada em um lugar estranho no final, já que tenho defendido que Sam e Dean se tornem menos autodestrutivamente co-dependentes desde toda essa coisa de Gadreel, e agora eu realmente consegui isso e eu não amo isso. Cuidado com o que deseja, de fato. Ainda assim, não estou aqui para destruir o que claramente deveria ser uma carta de amor para essas duas lendas sofredoras. Posso não ter ficado emocionado com o lugar onde terminamos, mas a viagem foi incrível."